# Chrysotoxum parvulum
Chrysotoxum parvulum är en tvåvingeart som beskrevs av Violovitsh 1973. Chrysotoxum parvulum ingår i släktet getingblomflugor, och familjen blomflugor. Inga underarter finns listade i Catalogue of Life.